# Sex on the Beach
Sex on the Beach (en inglés, ‘sexo en la playa’) es un cóctel afrutado y dulce a base de vodka, popular internacionalmente. Se sirve en un vaso alargado, tipo tubo o highball, y se caracteriza por un degradado de colores, que va del naranja en la parte superior al rojo en la inferior, fruto de las diferentes densidades de los ingredientes. Esta transición de colores se asocia al atardecer.
Incluye varios jugos o zumos de frutas, dependiendo de la variante, que pueden ser dos:
- La primera, que es la original, se hace a base de vodka, licor de melocotón o durazno (peach schnapps), zumo de naranja y zumo de arándanos. Este es el cóctel oficial de la International Bartenders Association.

- La segunda se hace a base de vodka, Chambord de frambuesa, Midori, zumo de piña y zumo de arándanos. Se creó posteriormente en el restaurante TGI Friday's y está incluido en la Guía oficial Mr. Boston para bármanes.[1]

La decoración clásica de este cóctel (garnish) es una rodaja de naranja y cerezas marasquino.

## Historia
El Sex on the Beach fue creado en 1987 por el cantinero estadounidense Ted Pizio, quien creó el cóctel para un concurso organizado por una empresa de licor de melocotón, inspirado en los atractivos de Florida: sexo y playa. El premio eran mil dólares al bárman que vendiera más tragos con este licor, y fue Pizio quien lo ganó. La receta original se basaba en la del Cape Codder, a la que se añadía licor de durazno y zumo de naranja para darle un sabor afrutado y refrescante. Pizio también quiso capturar la esencia de las playas de Florida, por lo que añadió un toque tropical a la receta.  

## Variantes
- La versión sin alcohol recibe nombres como "Sexo Seguro en la Playa", "Salto seco en la playa" o "Vírgenes en la playa". En inglés, es conocido como Cuddles on the Beach ('abrazos en la playa').
- La receta del Hard Rock Cafe está basada en la segunda forma, no llevando vodka, Midori, Chambord, zumo de limón, de piña y azúcar, mezclado y servido sobre hielo en un vaso Collins.
- "Sexo moderno en la Playa" reemplaza el zumo de naranja por zumo de piña en la primera receta.
- Otras variaciones utilizan tanto naranja como piña.
- A menudo se usa ron de coco en lugar de vodka.
- El uso de granadina es habitual para sustituir al zumo de arándanos.
- Es común añadir Amaretto para darle más sabor.
- Otra versión, llamada Noe on the beach, añade tequila a la combinación. Es habitual en la península ibérica.